# КАУР-4
КАУР-4 (Космический Аппарат Унифицированного Ряда № 4) — спутниковая платформа созданная в конце 70-х годов 20-го века в НПО Прикладной Механики им. академика М. Ф. Решетнёва для постройки нескольких серий военных и гражданских геостационарных спутников-ретрансляторов (СР). КАУР-4 является четвёртой из семейства унифицированных спутниковых платформ КАУР.

## «Поток» и «Луч»
Разработка платформы КАУР-4 началась в 1976 г. В первую очередь, на этой платформе были построены геостационарные спутники системы «Гейзер» (СР «Поток») и системы «Альтаир» (СР «Луч»), которые в основном предназначались для глобальной космической командно-ретрансляционной системы (ГККРС). Задачей системы «Поток» была оперативная ретрансляция больших объёмов цифровой информации с КА оптико-электронной разведки сверхдетального наблюдения 11Ф694 «Янтарь-4КС1», 17ф117 «Янтарь-4КС1М» и позже «Целина-2» на наземный пункт приема в почти реальном масштабе времени. Позже, система «Поток» получила гражданское название «Сокол».
Более поздняя система «Альтаир» позволяла устанавливать двустороннюю широкополосную связь с подвижными космическими, морскими или же наземными объектами. К ним относились корабли ВМФ или же новое поколение долговременных орбитальных станций и космический кораблей (станция «Мир», КК «Буран»). Кроме того, спутники «Луч» предназначались для ТВ обмена между телецентрами, проведения телемостов, телеконференций, репортажей, ретрансляции информации и организации связи в чрезвычайных условиях и в труднодоступных районах.
В первом воплощении платформа КАУР-4 включала:
- бортовой комплекс управления на базе бортового компьютера (БЦВМ) (105000 оп/сек., ПЗУ 100 Кб);
- четыре стационарных плазменных двигателя коррекции СПД-70 (позволяли удерживать отклонения от заданного положения на ГСО в пределах 0,2° по долготе);
- Трехосная система ориентации, использующая гиростабилизаторы и электрореактивные (термокаталитические гидразиновые) двигатели ориентации, которые обеспечивали точность пространственного положения аппарата 0,1;
- Солнечные батареи КАУР-4 площадью 40 м² с одностепенными приводами наведения на солнце;
- Отвод тепла от ПН осуществляется жидким теплоносителем (изооктан)[6].

## МСС-2500-ГСО
Дальнейшим развитием КАУР-4 стала спутниковая платформа МСС-2500-ГСО. На этой платформе были созданы два спутника «Галс» и спутники серии «Экспресс». Главные усовершенствования платформы по сравнению с базовой КАУР-4 были следующими:
- Увеличение мощности энергетической системы до 2400 Вт;
- Замена плазменных двигателей коррекции на СПД-100;
- Улучшения в системе коррекции и коррекция орбиты по широте (NSSK) (первоначальный вариант КАУР-4 эту возможность не реализовывал);
- Улучшения в системе ориентации (максимальная ошибка ориентации осей КА в режимах связи, обеспечиваемая системой ориентации и стабилизации, не превышала: по крену 0,1°; по тангажу 0,15°; по рысканью 0,2°)[7];
- Увеличение гарантированного срока эксплуатации до 5 лет.

## Экспресс-А (МСС-740)
По сравнению со спутниками «Галс» и спутниками серии «Экспресс», спутники «Экспресс-А» имеют увеличенный до 7-10 лет срок службы и несут модуль ПН, разработанный совместно с компанией Alcatel Space (прежнее название компании Thales Alenia Space). По названию этой компании им был присвоен индекс «А». Всего было изготовлено 4 спутника один из которых был потерян в результате аварии ракеты-носителя.

## SESAT (МСС-727) и Экспресс-АМ (МСС-767)
Для изготовления спутников SESAT и Экспресс-АМ было выполнено очередное улучшение платформы КАУР-4. Срок службы был увеличен до 10 лет в случае с SESAT (платформа МСС-727) и до 12 лет для спутников серии Экспресс-АМ (МСС-767). Мощность энергетической установки была увеличена до 5300 и до 6770 Вт соответственно. На этих двух модификациях изготовлены 8 гражданских спутников с 2000 по 2010 год. Бортовая ЦВМ спутников «Экспресс-АМ» производства компании EADS Astrium (EADS Astrium) на базе микропроцессора с системой команд MIL-STD-1750A под управлением операционной системы MOSES-2.

### «Радуга-1М»
С 2007 года система «Глобус», основанная на платформе КАУР-3, постепенно заменяется на новую систему на базе модернизированного КА «Радуга-1М». Судя по официальным рисункам с сайта НПО ПМ можно сделать вывод, что новый спутник сильно модернизирован и вероятно переведен с КАУР-3 на более современную платформу, одну из модификаций КАУР-4 (МСС-2500-ГСО или МСС-727). Это предположение подтверждается возможностью КА «Радуга-1М» проводить коррекцию наклонения орбиты, которой его предшественник КА «Глобус» не обладал.
«Радуга-1М» оснащен современной многоствольной ретрансляционной аппаратурой, работающей в сантиметровом и дециметровом диапазонах волн, что позволяет устанавливать надежную связь с подвижными станциями, включая труднодоступные горные районы. Запуск спутника «Радуга-1М» означает переход к следующему этапу развития Единой системы спутниковой связи (ЕССС) нового поколения на базе космических аппаратов связи на геостационарной орбите («Радуга-1», «Радуга-1М» и «Радуга-2»), а также на высокоэллиптической орбите (КА «Меридиан»). ЕССС нового поколения обеспечит существенное повышение устойчивости и пропускной способности, расширение перечня решаемых задач и доступа к высокоскоростным каналам спутниковой связи потребителей различных уровней.
| Список запусков КА на базе платформы КАУР 4 и её модификаций | Список запусков КА на базе платформы КАУР 4 и её модификаций | Список запусков КА на базе платформы КАУР 4 и её модификаций | Список запусков КА на базе платформы КАУР 4 и её модификаций | Список запусков КА на базе платформы КАУР 4 и её модификаций | Список запусков КА на базе платформы КАУР 4 и её модификаций | Список запусков КА на базе платформы КАУР 4 и её модификаций | Список запусков КА на базе платформы КАУР 4 и её модификаций | Список запусков КА на базе платформы КАУР 4 и её модификаций | Список запусков КА на базе платформы КАУР 4 и её модификаций                                |
| Название                                                     | Индекс                                                       | Годы эксплуатации                                            | Кол-во пусков (успешн.)                                      | Масса, кг                                                    | Габариты (размах СБ), м                                      | Мощн. ПН, кВт                                                | САС, лет                                                     | Средство выведения                                           | Назначение                                                                                  |
| ------------------------------------------------------------ | ------------------------------------------------------------ | ------------------------------------------------------------ | ------------------------------------------------------------ | ------------------------------------------------------------ | ------------------------------------------------------------ | ------------------------------------------------------------ | ------------------------------------------------------------ | ------------------------------------------------------------ | ------------------------------------------------------------------------------------------- |
| Поток (Гейзер)                                               | 11Ф663                                                       | 1982—2000                                                    | 10 (10)                                                      | 2300                                                         |                                                              | 1,7                                                          | 3                                                            | РН «Протон»                                                  | ретрансляция и управление в интересах МО                                                    |
| Луч (Альтаир)                                                | 11Ф669                                                       | 1985—1994                                                    | 4 (4)                                                        | 2400                                                         |                                                              | 1,75                                                         | 3                                                            | РН «Протон»                                                  | ретрансляция и управление (в гражданских и военных целях)                                   |
| Луч-2 (Гелиос)                                               |                                                              | 1995—2000                                                    | 2 (1)                                                        | 2400                                                         |                                                              | 1,75                                                         | 3                                                            | РН «Протон»                                                  | ретрансляция и управление (в гражданских и военных целях)                                   |
| Галс                                                         | 17Ф71                                                        | 1994—1995                                                    | 2 (2)                                                        | 2500                                                         | 6,1х3,6 (21,0)                                               | 2,4                                                          | 5                                                            | РН «Протон»                                                  | непосредственное телевещание                                                                |
| Экспресс                                                     | 11Ф639                                                       | 1994—1996                                                    | 2 (2)                                                        | 2500                                                         | 6,1х3,6 (21,0)                                               | 2,4                                                          | 5                                                            | РН «Протон»                                                  | Передача данных, телевидение, телефония, Интернет, радиовещание, видеоконференцсвязь, и др. |
| Экспресс-А                                                   |                                                              | 1999—2002                                                    | 4 (3)                                                        | 2600                                                         | 6,1х3,6 (21,0)                                               | 2,4                                                          | 7                                                            | РН «Протон»                                                  | Передача данных, телевидение, телефония, Интернет, радиовещание, видеоконференцсвязь, и др. |
| SESAT                                                        |                                                              | 2000                                                         | 1 (1)                                                        | 2600                                                         |                                                              | 5,3                                                          | 10                                                           | РН «Протон»                                                  | фиксированная связь, вещание, распределительное телевещание                                 |
| Экспресс-АМ                                                  |                                                              | 2003—2010                                                    | 7 (7)                                                        | 2600                                                         |                                                              | 6,3-6,8                                                      | 12                                                           | РН «Протон»                                                  | Передача данных, телевидение, телефония, Интернет, радиовещание, видеоконференцсвязь, и др. |
| Радуга-1М (Глобус-1М)                                        | 17Ф15М                                                       | 2007—2010                                                    | 2(2)                                                         |                                                              |                                                              |                                                              | 10-12                                                        | РН «Протон-М» с Бриз-М                                       | фиксированная связь, ведомственная связь                                                    |